# The Escapists
The Escapists es un juego de estrategia que se juega desde una perspectiva de arriba hacia abajo. El juego fue desarrollado por Moldy Toof Studios y, tras un lanzamiento en Steam Early Access en 2014, se lanzó en 2015 para Microsoft Windows, macOS, Linux, Xbox 360, Xbox One y PlayStation 4. Se lanzó en iOS y Android en 2017. En 2018 se lanzó una versión para Nintendo Switch del juego que contiene todo el contenido descargable. El juego se lanzó en Epic Games Store el 23 de septiembre de 2021, con la campaña semanal de juegos gratuitos de Epic Games. Los jugadores asumen el papel de un preso y deben escapar de prisiones de dificultad creciente.
Los críticos elogiaron la libertad de enfoque que el juego ofrecía a los jugadores, pero algunos se sintieron frustrados por el enfoque de prueba y error necesario para aprender sus sistemas. En 2017 se lanzó una secuela, The Escapists 2.

## Jugabilidad
En The Escapists, el jugador, que asume el papel de prisionero, debe escapar de seis prisiones primarias que van desde muy fáciles hasta muy difíciles. Cada vez que se escapa de una prisión, se desbloquea la siguiente prisión. Hay prisiones adicionales lanzadas como contenido descargable (DLC) que se puede jugar en cualquier orden independientemente del progreso del jugador. Fuera del juego principal, también existe el modo "Prison Editor", que permite a los jugadores crear sus propias prisiones a partir de recursos del juego que pueden elegir publicar en línea para que otros jugadores las descarguen.
Al principio, el jugador selecciona su nombre y puede elegir los nombres de los prisioneros y guardias si lo desea. Una vez que se seleccionan los nombres, el juego comienza desde el día 1 y se despierta en la celda del personaje del jugador. Los jugadores pueden adquirir varios elementos para ayudarlos a escapar comprándolos o robándolos a otros reclusos, o fabricándolos combinando dos o tres elementos, como pasta de dientes y talco, que produce una masilla con la que se puede imprimir una llave y luego moldearla. Los jugadores pueden hacer favores a otros reclusos; una vez completado el favor, el jugador recibe una cierta cantidad de dinero según la opinión que el recluso tenga sobre el jugador. Los favores a los reclusos pueden variar desde conseguirles un rollo de cinta adhesiva hasta distraer a los guardias cuando pasan lista.
Hacer ejercicio y usar la biblioteca permite a los jugadores subir de nivel los atributos de su personaje, como fuerza, velocidad e inteligencia, lo que mejora sus habilidades y sus posibilidades de escapar. Cada prisión tiene sus propias rutinas diarias, como alimentación, trabajo, ejercicio y duchas. Un recluso puede saltarse una comida, ducharse y hacer ejercicio sin mucha penalización; sin embargo, todos los pases de lista son obligatorios y se producirán bloqueos si el personaje del jugador no asiste. Los reclusos deben tener cuidado de ocultar todo el contrabando ya que los guardias registrarán periódicamente los escritorios de los reclusos. Si el jugador es sorprendido con contrabando, éste y cualquier arma equipada serán confiscados y el jugador será enviado a confinamiento solitario . También se reparan cualquier daño como paredes desconchadas, respiraderos rotos y túneles.
Existen varios métodos de escape que incluyen incitar disturbios, a través de respiraderos, túneles, techos, entre otros. Cada prisión tiene niveles de seguridad que aumentan en dificultad desde la primera prisión jugable hasta la última, desde cercas eléctricas hasta muros altos resistentes a astillas. El prisionero generalmente necesitará varias armas para ganar una pelea con los reclusos o los guardias. Hay muchos tipos de armas que se pueden adquirir o fabricar.

## Desarrollo y lanzamiento
The Escapists es el segundo juego del estudio individual de Chris Davis. Davis recaudó 7,131£ para el juego a través de Kickstarter en noviembre de 2013, lo que le permitió dedicarse a tiempo completo al desarrollo del juego por primera vez en su carrera. A diferencia de su primer título, Spud Quest, Davis firmó un acuerdo editorial con Team17 para comercializar mejor el juego. Team17 contribuyó con el tutorial y transfirió el juego al soporte de Unity para Xbox One.
El juego se inspiró en el videojuego Skool Daze de 1984, uno de los juegos favoritos de Davis. Davis limitó el sistema de pistas y el tutorial para fomentar la experimentación por parte de los jugadores. Esperaba que al permitir que los jugadores descubrieran la solución por sí mismos, tendrían una mayor sensación de logro. Para inspirarse, Davis vio películas sobre prisiones e investigó fugas de prisión.
El juego se lanzó para Steam Early Access en agosto de 2014. Los comentarios del lanzamiento de acceso anticipado permitieron a Davis mejorar el juego, por ejemplo, ajustando la dificultad. Le permitió experimentar con ideas y solicitar sugerencias de la comunidad de jugadores. Davis afirmó que "la comunidad es lo que hizo que el juego fuera lo que es" y que "el acceso anticipado ha sido una experiencia realmente buena para el juego". El juego completo se lanzó en febrero de 2015.

### Contenido descargable
Hay cinco paquetes de contenido descargable (DLC) disponibles para el juego.
El primer DLC, "Fhurst Peak Correctional Facility" se agregó originalmente como una prisión adicional para los jugadores de acceso anticipado, pero se agregó como DLC debido a la demanda popular como una prisión adicional.
El segundo DLC, titulado "Alcatraz", está basado en la Prisión Federal de Alcatraz. Fue lanzado para PC, PlayStation y Xbox One el 2 de abril de 2015.
"Escape Team", el tercer paquete DLC se lanzó el 30 de junio de 2015 para PC, PlayStation 4 y Xbox One. Permite jugar como cuatro prisioneros diferentes, en lugar de uno. Los cuatro personajes están basados en The A-Team.
"Duct Tapes are Forever", el cuarto DLC, se lanzó el 3 de noviembre de 2015 para PC y PlayStation 4, y el 4 de noviembre para Xbox One. Tiene la temática de James Bond, y el jugador asume el papel de un súper espía que intenta escapar de la guarida de un malvado villano.
El quinto paquete DLC, "Santa's Sweatshop", se lanzó de forma gratuita el 8 de diciembre de 2015 para PC, Xbox One y PlayStation 4.

## Recepción
The Escapists recibió críticas generalmente positivas, con versiones para Windows y Xbox con puntuaciones de 71 sobre 100 y 74 sobre 100 respectivamente en el sitio web de recopilación de reseñas Metacritic.
Las reseñas destacaron la libertad de enfoque que permitía el juego y los críticos contaron historias de sus éxitos. El escritor de GameSpot, Cameron Woolsey, describió cómo hacer un túnel para salir, el escritor de Official Xbox Magazine (OXM), Andy Kelly, describió cómo ocultar el escape de su sistema de ventilación creando una cubierta de ventilación de papel maché falso, mientras que Dom Peppiatt de X-One simplemente cortó un guardia y robó sus llaves.
Los críticos se mostraron mixtos sobre la curva de aprendizaje presentada por el juego, incluso críticas positivas como la de OXM reconocieron que el juego "no será para todos", requiriendo "paciencia y una mente creativa" por parte del jugador. Sin un tutorial detallado, X-One creía que el juego "quizás depende demasiado del ensayo y error". Kimberley Wallace, escribiendo en Game Informer, encontró frustrante este enfoque de prueba y error, encontrándose "constantemente castigada por errores y perdiendo progreso" debido a resultados que eran imposibles de predecir. Por otro lado, consideró que este nivel de desafío contribuía a "una gran sensación de logro cuando se gana".
Game Informer criticó la interacción con otros reclusos como superficial y artificial, requiriendo que el jugador realizara "favores aburridos" para "simplemente [subir] un metro". Richard Cobbett, escribiendo para IGN, señaló que a pesar de los "adorables gráficos de estilo de 16 bits", rápidamente percibiría a sus compañeros de prisión sin empatía como "puras piezas de un juego de rompecabezas" en lugar de personajes.También afirmó: "Como una mezcla de sandbox, rompecabezas y acción de mundo abierto, The Escapists ofrece algo nuevo y entretenido". OXM sintió que el juego tenía carácter, citando a los personajes no jugadores con "divertidas referencias inconsecuentes y la cultura pop". Dan Whitehead de Eurogamer estuvo de acuerdo y elogió el "elemento social próspero" del juego que hace que sea fácil dejarse "atrapar por las pequeñas vendettas y mini dramas del día a día en la prisión".
Eurogamer recomendó el juego y concluyó que, si bien tenía frustraciones menores, "no hay nada aquí que realmente arruine lo que de otro modo sería un juego encantador e infinitamente sorprendente". GameSpot terminó diciendo que el juego proporcionaría horas de entretenimiento gratificante y que, con el desarrollador trabajando en herramientas para contenido generado por el usuario , podría proporcionar aún más en el futuro.

## Legado
The Escapists: The Walking Dead, también conocido como The Escapists: The Walking Dead Edition , es un spin-off independiente desarrollado por Team17 lanzado entre 2015 y 2016 para PC, PlayStation 4 y Xbox One. Fusiona la jugabilidad principal de The Escapists con los personajes, las ubicaciones y el tema de los cómics de The Walking Dead.
Otro spin-off, The Survivalists, donde el jugador tiene que sobrevivir en una isla abandonada, se anunció el 10 de diciembre de 2019, como parte de una exhibición de Nintendo Indie World y se lanzó el 9 de octubre de 2020 para PC, Mac, Xbox One. PlayStation 4, Nintendo Switch e iOS.
Una secuela, titulada The Escapists 2, que introduce el modo multijugador, se lanzó para Microsoft Windows, macOS, Linux, PlayStation 4 y Xbox One el 22 de agosto de 2017. Se lanzó una versión para Nintendo Switch el 11 de enero de 2018, y puertos de iOS y Android el 31 de enero de 2019.